# Parque nacional Kaeng Krachan
Kaeng Krachan (en tailandés: แก่งกระจาน) es el parque nacional más grande de Tailandia. Se encuentra en Tailandia Central, en la frontera con Birmania, contiguo a la reserva natural Tanintharyi. Se extiende por 2.914,70 kilómetros cuadrados y fue declarado en 1981, como el 28.º parque del país. Es un parque popular ya que se encuentra en cercanías del pueblo turístico de Hua Hin.

## Geografía
El parque abarca parte de los distritos de Nong Ya Plong, Kaeng Krachan, y Tha Yang en la provincia de Phetchaburi, y Hua Hin en la provincia de Prachuap Khiri Khan. Se compone principalmente de selva en la pendiente oriental de los Montes Tenasserim. El punto más elevado se encuentra a 1,200 m s. n. m.
Los ríos Pranburi y Phetchaburi tienen sus nacientes dentro del parque. El Phetchaburi se encuentra embalsado por la represa Kaeng Krachan construida en 1966 sobre el lateral este del parque.  La misma crea un lago que abarca 46.5 km².

## Historia
El parque fue creado en 1981 siendo el parque nacional número 28 de Tailandia. Originalmente abarcaba una superficie de  2,478 km², pero en diciembre de 1984 fue ampliado para incluir la zona vecina entre las provincias de Phetchaburi y Prachuap Khiri Khan.
La matanza de elefantes es un problema importante en el parque, y las autoridades no han podido controlar a los cazadores furtivos. Se ha indicado que algunas personas relacionadas con la administración del parque están involucradas en el comercio de marfil.
A pesar de su estatus como parque nacional, el parque aloja varias granjas privadas. Algunas de las cuales poseen cercas electrificadas, y en junio del 2013, un elefante joven murió electrocutado por una cerca electrificada.

## Flora y fauna
Las selvas alojan una gran biodiversidad de vegetación tropical, incluidas especies de árboles tropicales y subtropicales de hoja grande y palmeras. En el parque se han contabilizado cincuenta y siete especies de mamíferos y más de 400 especies de aves.

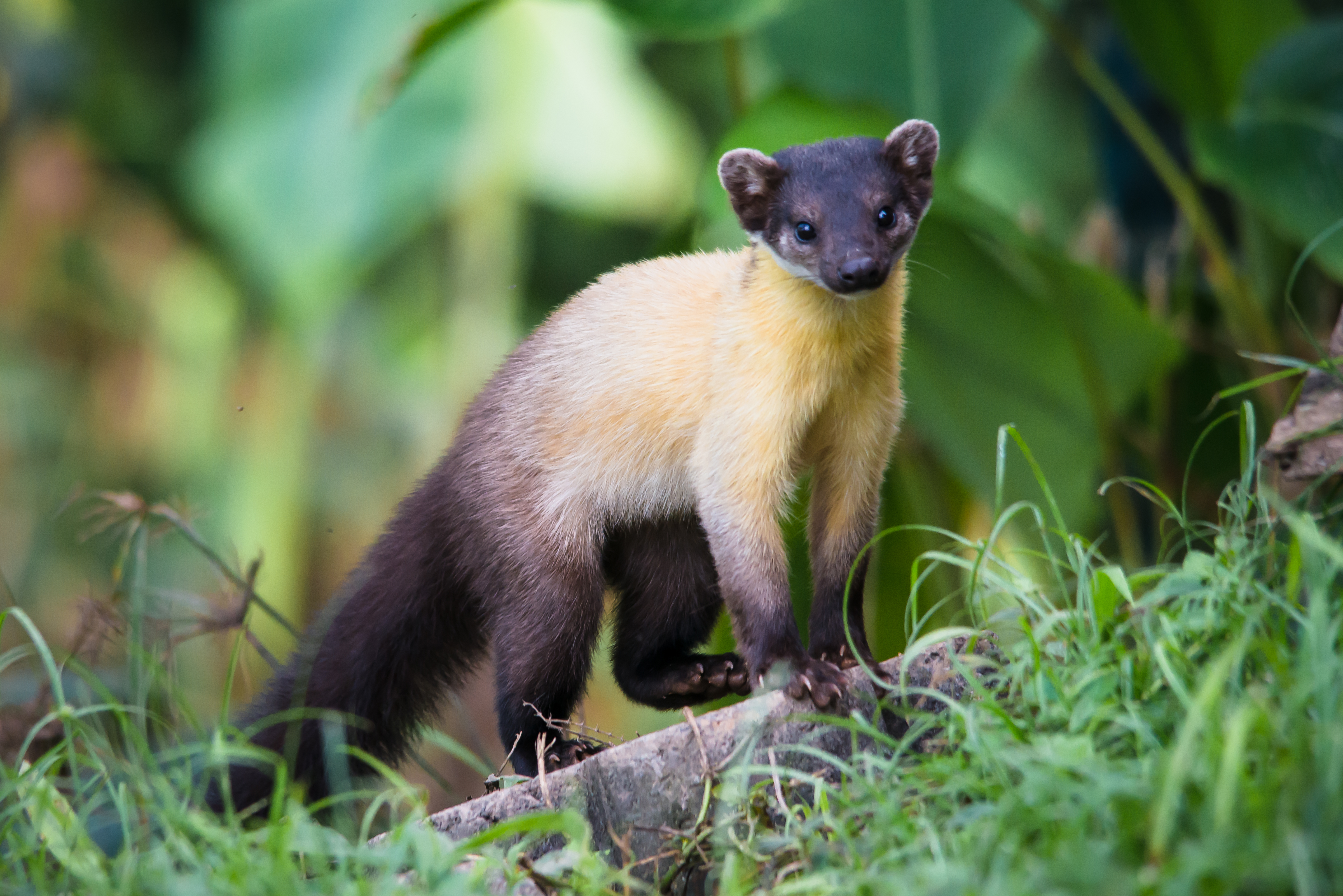
Martes flavigula, marta de garganta amarilla
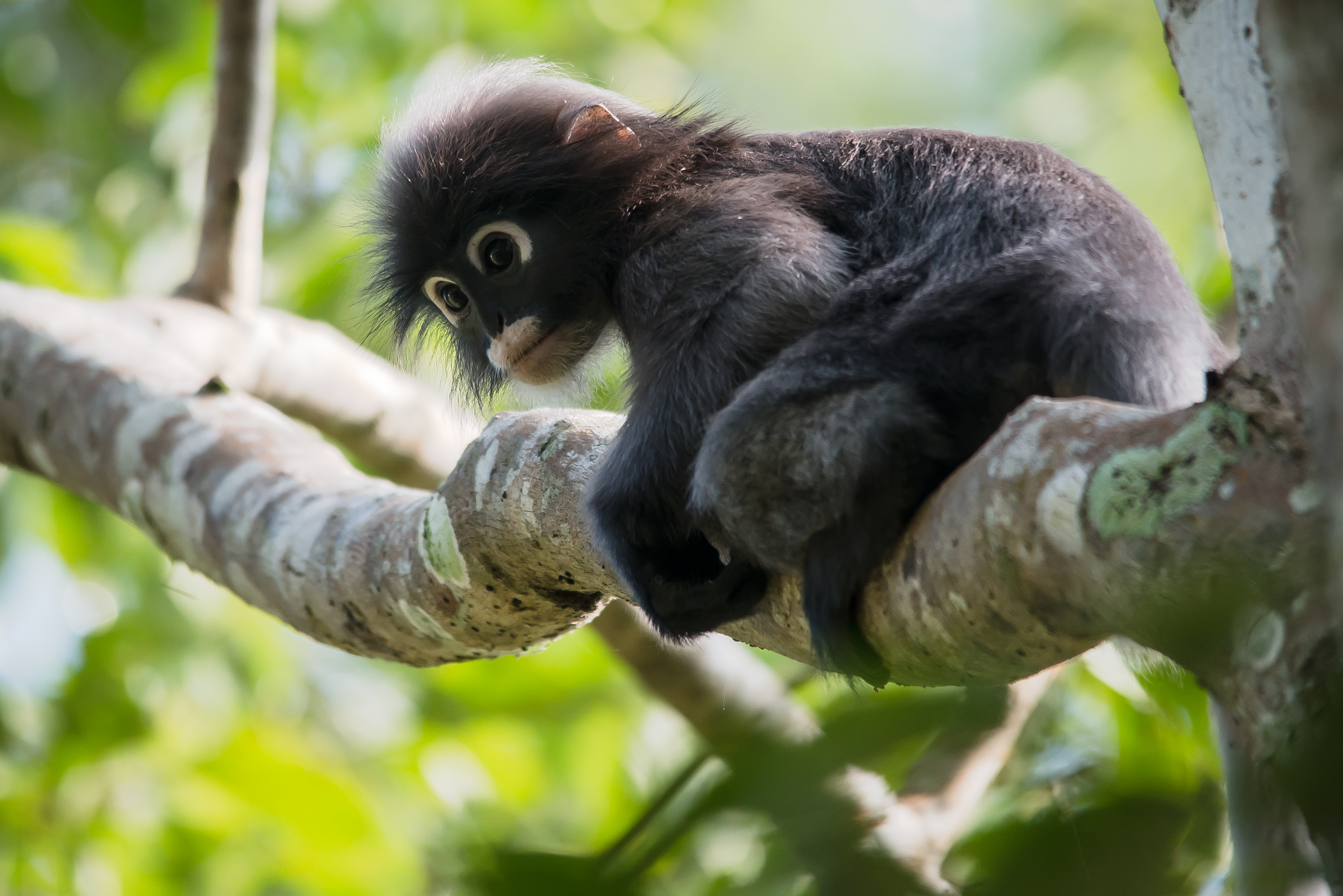
Trachypithecus obscurus, langur oscuro
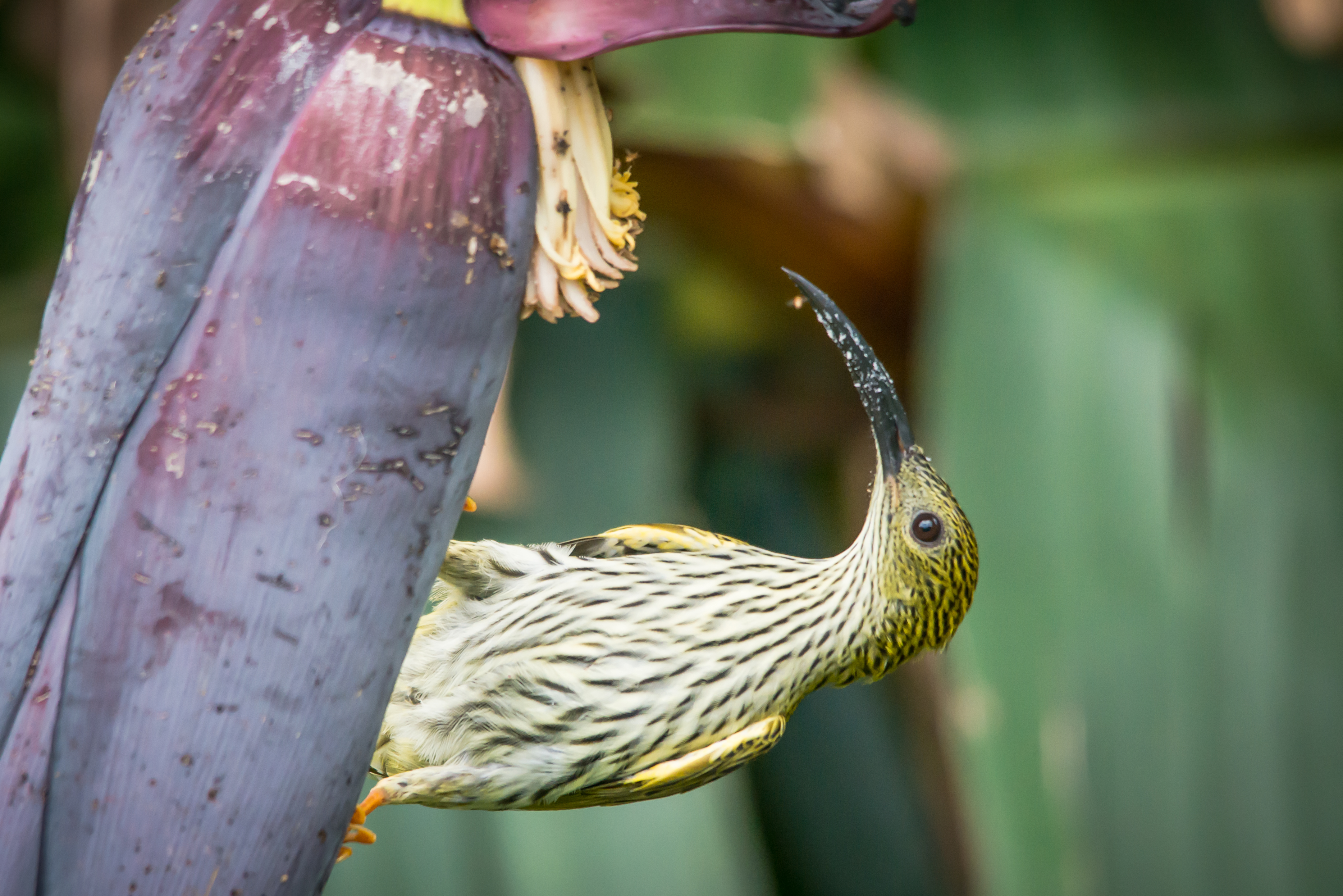
Arachnothera magna, arañero estriado
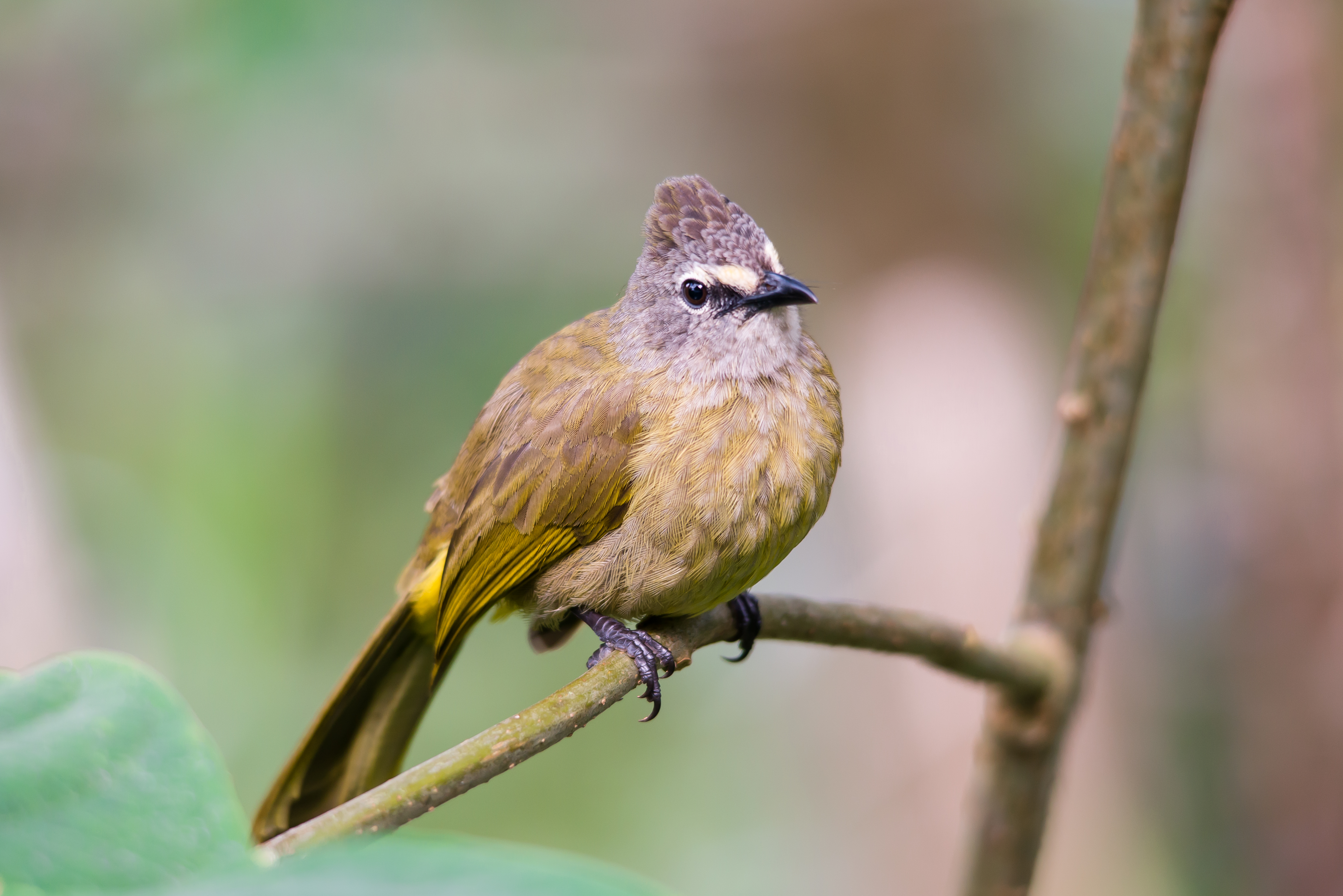
Pycnonotus flavescens, bulbul amarillento
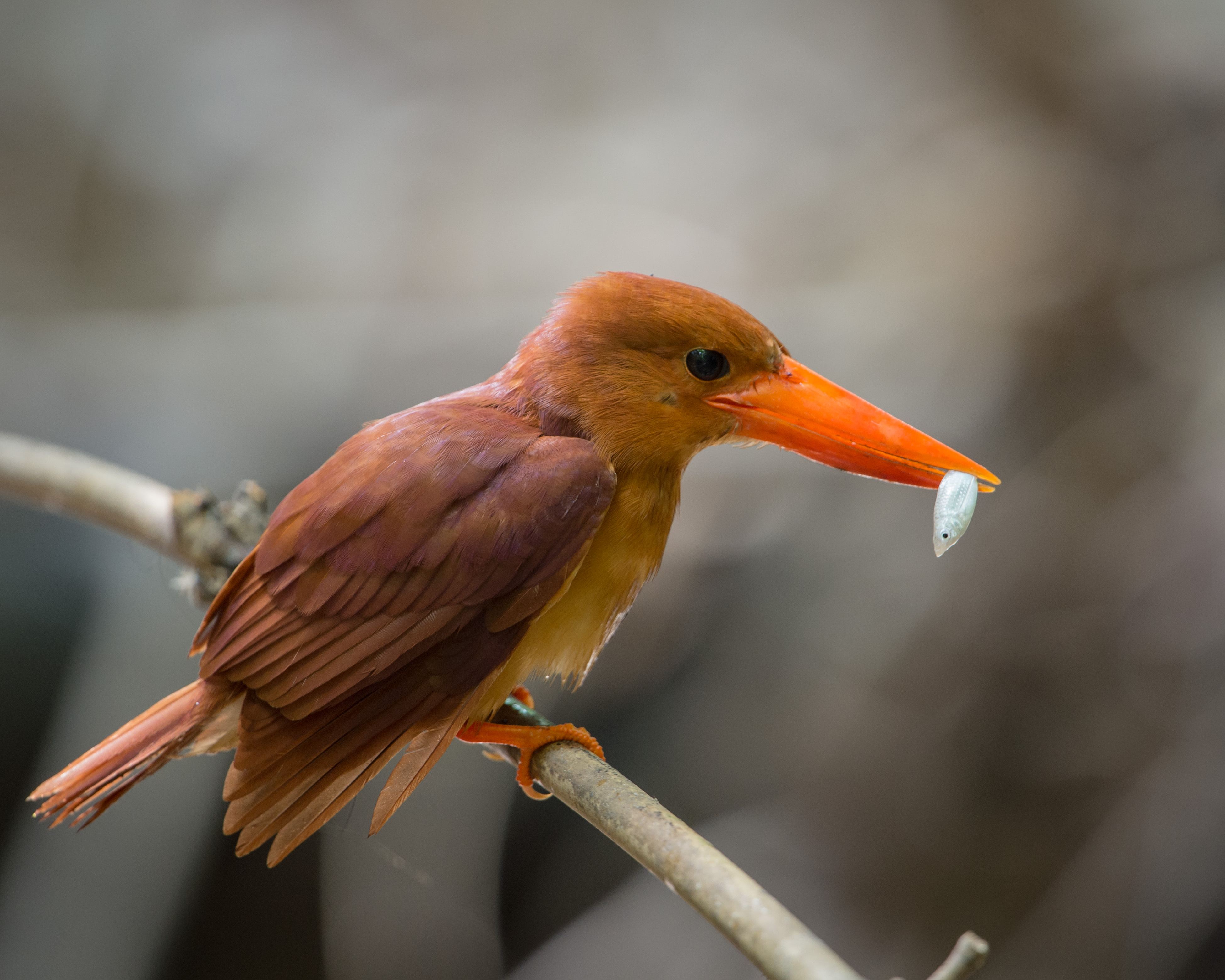
Halcyon coromanda, alción rojizo